# Brusenchi, Cozmeni
Brusenchi (în ucraineană Брусенки, transliterat: Brusenkî) este un sat în raionul Cozmeni din regiunea Cernăuți (Ucraina), depinzând administrativ de comuna Stăneștii de Jos. Are 1,110 locuitori, preponderent ucraineni (ruteni).
Satul este situat la o altitudine de 336 metri, în partea de sud-vest a raionului Cozmeni, de o parte și de alta a râului Brusnița.

## Istorie
Localitatea Brusenchi a făcut parte încă de la înființare din regiunea istorică Bucovina a Principatului Moldovei. După anexarea Bucovinei de către Imperiul Habsburgic în anul 1775, localitatea Brusenchi a făcut parte din Ducatul Bucovinei, guvernat de către austrieci, făcând parte din districtul Stăneștii de Jos (în germană Unterstanestie). 
După Unirea Bucovinei cu România la 28 noiembrie 1918, satul Brusenchi a făcut parte din componența României, în Plasa Ceremușului a județului Storojineț. Pe atunci, majoritatea populației era formată din ucraineni, existând și o comunitate de români.
Ca urmare a Pactului Ribbentrop-Molotov (1939), Bucovina de Nord a fost anexată de către URSS la 28 iunie 1940, reintrând în componența României în perioada 1941-1944. Apoi, Bucovina de Nord a fost reocupată de către URSS în anul 1944 și integrată în componența RSS Ucrainene. 
Începând din anul 1991, satul Brusenchi face parte din raionul Cozmeni al regiunii Cernăuți din cadrul Ucrainei independente. Conform recensământului din 1989, numărul locuitorilor care s-au declarat români plus moldoveni era de 1 (1+0), reprezentând 0,08% din populație . În prezent, satul are 1.110 locuitori, preponderent ucraineni.

## Demografie
Componența lingvistică a localității Brusenchi
     Ucraineană (98,92%)
     Alte limbi (1,08%)
Conform recensământului din 2001, majoritatea populației localității Brusenchi era vorbitoare de ucraineană (98,92%), existând în minoritate și vorbitori de alte limbi.
1989: 1.251 (recensământ)
2007: 1.110 (estimare)